# Воткурзя
Воткурзя́ (рос. Воткурзя, башк. Воткөрйә) — присілок у складі Бураєвського району Башкортостану, Росія. Входить до складу Тангатаровської сільської ради.
Населення — 30 осіб (2010; 48 у 2002).
Національний склад:
- башкири — 96 %